# Harrison Ellenshaw
Harrison Ellenshaw, pseudonyme de Peter Samuel Ellenshaw Jr., (1945-) est un artiste de matte painting américain, fils de Peter Ellenshaw. Il a travaillé pour les studios Disney et Industrial Light & Magic.

## Biographie
Peter Samuel Ellenshaw Jr. est né le 20 juillet 1945 à Harrisburg, Pennsylvanie. Il est le fils du célèbre artiste de matte painting britannique Peter Ellenshaw,. Son père ne l'a jamais poussé dans les études artistiques et au contraire a étudié au Whittier College, sortant diplômé en psychologie. Il sert ensuite trois ans dans la marine comme officier sur les croiseurs lourds effectuant trois campagnes au Viêt Nam.
Peter Samuel commence sa carrière aux Walt Disney Studios au département Matte painting où une place est vacante même s'il est réticent. En 1972, il propose à Disney une période d'essai de six mois de peur de ne pas égaler son père. L'une de ses premières peintures est pour L'Apprentie sorcière (1971). À l'époque le service est dirigé par Alan Maley mais il quitte la société en 1974 et Harrison prend la direction du service malgré ses 29 ans. Il prend alors en charge les peintures matte du film Le Gang des chaussons aux pommes (1975). Il prend rapidement le pseudonyme d'Harrison Ellenshaw pour éviter les confusions avec son père. 
Il rejoint le studio d'effets spéciaux Industrial Light and Magic (ILM) de George Lucas, où il a réalisé de nombreux arrière-plans d'effets visuels La Guerre des étoiles (1977) et L'Empire contre-attaque (1980). Il retourne à Disney pour travailler sur le film Dick Tracy (1990), et a finalement dirigé le département des effets de Disney Studio, Buena Vista Visual Effects (BVVE). Il a également été superviseur des effets visuels pour Tron (1982), où il a eu la distinction d'être la première personne à avoir ce crédit dans un film. En raison de sa charge de travail, souvent entre 40 et 50 peintures en six mois, il est assisté chez Disney par David Mattingly.
Lui et son père ont été nommés pour un Oscar pour leur travail sur le film de Disney Le Trou noir (1979).
Son fils Michael Ellenshaw a réalisé un court métrage tandis que sa sœur Lynda Thompson est également artiste en effets visuels.

## Filmographie partielle
- L'Homme qui venait d'ailleurs (1976), effets photographiques spéciaux - crédité comme PS Ellenshaw
- Star Wars (1977), matte artist
- Le Trou noir (1979), créateur d'effets miniatures et matte painting (nommé aux Academy Awards pour les effets visuels)
- L'Empire contre-attaque (1980), artiste matte
- Tron (1982), superviseur des effets visuels
- Superman 4 (1987), superviseur des effets visuels et directeur de la deuxième unité
- Dick Tracy (1990), artiste matte
- Prop Culture (2020), lui-même, épisode : "Tron"